# Ocyale kumari
Ocyale kumari là một loài nhện trong họ Lycosidae.
Loài này thuộc chi Ocyale. Ocyale kumari được Dyal miêu tả năm 1935.